# Antiblemma agnita
Antiblemma agnita är en fjärilsart som beskrevs av Druce 1890. Antiblemma agnita ingår i släktet Antiblemma och familjen nattflyn. Inga underarter finns listade i Catalogue of Life.